# Île-de-France Nature
 (janvier 2017).
Pour les articles homonymes, voir AEV.
Île-de-France Nature est un établissement public à caractère administratif se substituant avec des moyens accrus, en novembre 2022, à l'Agence des espaces verts (AEV) fondée le 2 octobre 1976. 
Créée dans le cadre de la loi sur la protection de la nature, elle est un outil essentiel de la politique régionale en matière de protection, d'aménagement et de gestion des espaces naturels (forêts, sites écologiques, espaces agricoles…).

## Missions principales
(janvier 2017).
L'Agence met en œuvre la politique du conseil régional d'Île-de-France dans le cadre du SDRIF régional. Elle poursuit à ce titre 5 missions principales :

### Aménager le territoire d'Île-de-France
Pour sauvegarder le patrimoine écologique de la région et améliorer le cadre de vie de ses habitants, les Franciliens, Ile-de-France Nature acquiert pour le compte de la Région et met en valeur des forêts, sites écologiques, trames vertes… Elle œuvre également, aux côtés des collectivités territoriales, pour un retour de la nature en ville. Ce patrimoine régional comprend plus de 15.000 hectares (2023), dont les deux tiers sont des bois et forêts, la surface restante représentant d'autres types d'espaces naturels à préserver, tels que landes, pelouses, zones humides et espaces agricoles. 
Les acquisitions foncières d'Ile-de-France se font majoritairement à l'amiable, ou bien par expropriation dans le cadre d'une déclaration d'utilité publique (DUP), ou bien par exercice du droit de préemption. Ce dernier cas intervient notamment dans le cadre d'une convention avec la société d'aménagement foncier et d'établissement rural (Safer) d'Île-de-France (celle-ci ayant un droit de préemption en cas de vente de terres agricoles) dont le but est de préserver l'activité agricole dans certaines zones menacées par l'urbanisation. 
Ile-de-France Nature assure également une veille sur 42.000 hectares d'espaces naturels, agricoles et forestiers.

### Ouvrir les forêts et les espaces naturels
Lorsque cela est possible, Ile-de-France Nature ouvre au public l'accès aux espaces naturels de proximité. Plus de 30 sites régionaux sont ainsi ouverts à la balade avec de nombreux parcours de promenade balisés.

#### Sites forestiers d'intervention d'Île-de-France Nature
- Forêt régionale de Bondy et Bois Saint-Martin, en banlieue Est de Paris, dans le périmètre de la Métropole du Grand Paris
- Forêt d'Écouen, au nord-ouest de Paris
- Forêt régionale de Rougeau-Bréviande, dans le sud de l'Île-de-France

#### Autres sites d'intervention d'Île-de-France Nature
- Aqueduc de la Dhuis, ouvrage à l'est de Paris et de l'Île-de-France
- Butte-Pinson, en banlieue nord de Paris

### Maintenir l'agriculture près des villes
Pour lutter contre la pression urbaine et aider le secteur agricole à se développer, Ile-de-France Nature pratique une veille foncière et acquiert, si nécessaire, des espaces agricoles dans la Ceinture verte (zone entre 10 et 30 km autour de Paris) Ces parcelles sont ensuite louées à des agriculteurs, notamment en bio.

### Préserver la biodiversité
Par le biais d'études et de modes de gestion écologiques, les agents de terrain d'Ile-de-France Nature assurent la protection de la faune et de la flore, la surveillance et l'entretien des propriétés régionales. L'Agence gère également 5 des 13 réserves naturelles régionales et 3 sites Natura 2000. 
Depuis 2014, Ile-de-France Nature s'est également engagée dans une démarche de certification des forêts régionales qu'elle gère. Ainsi, leur totalité (40) est certifiée Programme de reconnaissance des certifications forestières (PEFC) et 11 d'entre elles ont déjà été certifiées par le label international FSC (soit 40,5% de la surface forestière acquise), faisant d'Ile-de-France Nature le propriétaire de la plus grande surface publique certifiée FSC en France.

### Sensibiliser à l'environnement
Des sorties nature gratuites, animées par des spécialistes, sont proposées à tout public, chaque week-end, dans les espaces naturels régionaux.

## Avis de la Chambre régionale des comptes (CRC)
La Chambre régionale des comptes francilienne, liée à la Cour des comptes nationale, a rendu deux rapports : sur l’Agence des Espaces verts (AEV) en décembre 2015, et sur Île-de-France Nature (qui lui a succédé) en 2024. 
La principale demande de la CRC a été une interrogation plus générale sur la nécessité de garder séparés (du Conseil régional Île-de-France) de nombreux organismes parapublics,.

## Politique et administration
Le Conseil d'administration d'IDFN est composé de conseillers régionaux élus par leurs pairs et de personnalités qualifiées désignées par le président de la Région Île-de-France.
Ils élisent un président, des vice-présidents et un bureau.

### Liste des présidents
| Période                                  | Période      | Identité          | Étiquette | Qualité                                    |
| ---------------------------------------- | ------------ | ----------------- | --------- | ------------------------------------------ |
| Les données manquantes sont à compléter. |              |                   |           |                                            |
| Septembre 1977                           |              | Édouard Bonnefous |           | Sénateur                                   |
|                                          | Février 2016 | Olivier Thomas    | PS        | Maire de Marcoussis                        |
| Février 2016                             | Octobre 2022 | Anne Cabrit       | LR        | Maire d'Orsonville                         |
| Octobre 2022                             | En cours     | Sophie Deschiens  | LR        | Conseillère municipale de Levallois-Perret |